# Feltre
Feltre je italské město a obec v provincii Belluno v regionu Benátsko (Veneto). Má 20 560 obyvatel (2007).

## Původní název
V římských dobách se nazývalo Feltra a je vzpomínano jako oppidum Pliniem starším, který zmiňuje jeho založení alpským kmenem Rétů. Status města municipium obdrželo v roce 49 př. n. l..

## Partnerská města
- Newbury  Anglie
- Braunfels  Německo
- Carcaixent  Španělsko
- Eeklo  Belgie
- Bagnols-sur-Cèze  Francie
- Kiskunfélegyháza  Maďarsko
- Dudelange  Lucembursko